# Velika Ilova Gora
Velika Ilova Gora je naselje v Občini Grosuplje. Na Veliki Ilovi Gori živi 79 prebivalcev in je del krajevne skupnosti Ilova Gora. Vas leži na zahodnem pobočju Gradišča (606 m). Cerkev sv. Trojice, ki stoji v središču vasi se omenja že v letu 1435. Na Veliki Ilovi Gori stoji spomenik narodnoosvobodilnemu boju.